# اولگی (اوفس)
شهرستان اولگی (به زبان مغولی: Өлгий сум، [Ölgij sum]؛ ᠥᠯᠦᠭᠡᠢ ᠰᠤᠮᠤ، [ölögei sumu]) یک شهرستان (سُوم) در مغولستان است که در استان اوفس واقع شده‌است.

## تقسیمات اداری
شهرستان اولگی متشکل از ۴ قصبه (باغ) می‌باشد، شامل:
- اولگی‌نور (مغولی: Өлгий нуур баг، [Ölgij nuur bag]؛ ᠥᠯᠦᠭᠡᠢ ᠨᠠᠭᠤᠷ ᠪᠠᠭ، [ölögei naɣur baɣ])
- چارغات (مغولی: Чаргат баг، [Čargat bag]؛ ᠴᠢᠷᠭᠠᠲᠤ ᠪᠠᠭ، [čirɣatu baɣ])
- خودولمور (مغولی: Хөдөлмөр баг، [Xödölmör bag]؛ ᠬᠥᠳᠡᠯᠮᠦᠷᠢ ᠪᠠᠭ، [ködelmüri baɣ])
- خولست‌نور(مغولی: Хулст нуур баг، [Xulst nuur bag]؛ ᠬᠤᠯᠤᠰᠤᠲᠤ ᠨᠠᠭᠤᠷ ᠪᠠᠭ، [qulusutu naɣur baɣ])